# Sigurd Pettersen
Sigurd Pettersen, norveški smučarski skakalec, * 28. februar 1980, Oslo, Norveška.
Pettersen je skakalnemu svetu postal znan po tem, ko je osvojil Novoletno turnejo v sezoni 2003/04. Zbral je zmage na treh prizoriščih, četrto pa mu je preprečil Peter Žonta, ki je zmagal na 3.tekmi turneje v Innsbrucku.
Skupaj je v svetovnem pokalu zbral 6 zmag. 
Zaradi pravila o indeksu telesne teže, je bil prisiljen pred sezono 2004/05 zrediti, kar je ogromno pripomoglo k njegovi slabi pripravljenosti in formi.
Norvežan je na ekipnih tekmah na osvojil bronasti medalji v  Predazzu 2003 (srednja naprava) in  
Oberstdorfu 2005 (velika naprava). Bil je tudi zlat na poletih leta 2004 v Planici, pravtako z ekipo. 

## Dosežki

### Zmage
| Sezona  | Država/Prizorišče        |
| ------- | ------------------------ |
| 2002/03 | Trondheim                |
| 2002/03 | Saporo                   |
| 2003/04 | Kuusamo                  |
| 2003/04 | Oberstdorf               |
| 2003/04 | Garmisch - Partenkirchen |
| 2003/04 | Bischofshofen            |